# Chris Mullin
Christopher Paul «Chris» Mullin (Brooklyn, Nueva York, 30 de julio de 1963) es un exjugador y entrenador de baloncesto estadounidense que jugó 16 temporadas en la NBA. Con 1,98 metros de estatura, jugaba en la posición de alero.
Mullin formó parte del Dream Team, la selección nacional de Estados Unidos que ganó el oro en las olimpiadas de Barcelona 1992. Mullin es considerado como uno de los mejores lanzadores de la historia de la NBA.

## Trayectoria deportiva

### Universidad
Jugó durante cuatro temporadas con los Red Storm de la Universidad de St. John's, con los que promedió 19,5 puntos, 4,1 rebotes y 3,6 asistencias por partido. Fue elegido en sus tres últimas temporadas como jugador del año de la Big East Conference, las dos últimas compartiendo el galardón con Pat Ewing. Fue elegido además en el segundo quinteto All-America en 1984 y en el primero en 1985. En su última temporada ganó además el Premio UPI al Baloncestista Universitario del Año, el Trofeo Oscar Robertson, y el Premio John R. Wooden.

### Profesional
Mullin fue elegido en la séptima elección de la primera ronda del Draft de la NBA de 1985, por los Golden State Warriors. Mullin jugó en Oakland desde la temporada 1985-86, hasta la temporada de 1996-97, cuando fue contratado por los Indiana Pacers (donde jugó desde 1997 hasta el 2000), Mullin se retiró del baloncesto en la temporada 2000-01, jugando nuevamente para los Warriors.
Durante 5 temporadas consecutivas, Mullin promedió 25 o más puntos y 5 rebotes. Fue 5 veces elegido para el All-Star Game, y fue dos veces ganador de la medalla de oro olímpica, una con el equipo olímpico amateur en Los Ángeles 1984 y la otra en Barcelona 1992, con el equipo denominado Dream Team. 

### Retirada
En abril de 2004, Mullin fue nombrado vicepresidente de operaciones baloncestísticas de los Warriors, posición de la cual fue relevado en 2009 por el técnico asistente del equipo, Larry Riley.
En 2010 fue seleccionado, junto a Scottie Pippen, Karl Malone y Patrick Ewing, para integrar el Hall of fame, al lado de otros jugadores históricos de la NBA.
Desde 2015 a 2019 entrenó a su alma mater, la Universidad de St. John's.

## Estadísticas de su carrera en la NBA
|  | Líder de la liga |

### Temporada regular
| Año      | Equipo       | PJ  | PT  | MPP  | %TC  | %3P   | %TL  | RPP | APP | ROB | TPP | PPP  |
| -------- | ------------ | --- | --- | ---- | ---- | ----- | ---- | --- | --- | --- | --- | ---- |
| 1985-86  | Golden State | 55  | 30  | 25.3 | .463 | .185  | .896 | 2.1 | 1.9 | 1.3 | .4  | 14.0 |
| 1986-87  | Golden State | 82  | 82  | 29.0 | .514 | .302  | .825 | 2.2 | 3.2 | 1.2 | .4  | 15.1 |
| 1987-88  | Golden State | 60  | 55  | 33.9 | .508 | .351  | .885 | 3.4 | 4.8 | 1.9 | .5  | 20.2 |
| 1988-89  | Golden State | 82  | 82  | 33.7 | .509 | .230  | .892 | 5.9 | 5.1 | 2.1 | .5  | 26.5 |
| 1989-90  | Golden State | 78  | 78  | 36.3 | .536 | .372  | .889 | 5.9 | 4.1 | 1.6 | .6  | 25.1 |
| 1990-91  | Golden State | 82  | 82  | 4.4  | .536 | .301  | .884 | 5.4 | 4.0 | 2.1 | .8  | 25.7 |
| 1991-92  | Golden State | 81  | 81  | 41.3 | .524 | .366  | .833 | 5.6 | 3.5 | 2.1 | .8  | 25.6 |
| 1992-93  | Golden State | 46  | 46  | 41.3 | .510 | .451  | .810 | 5.0 | 3.6 | 1.5 | .9  | 25.9 |
| 1993-94  | Golden State | 62  | 39  | 37.5 | .472 | .364  | .753 | 5.6 | 5.1 | 1.7 | .9  | 16.8 |
| 1994-95  | Golden State | 25  | 23  | 35.6 | .489 | .452  | .879 | 4.6 | 5.0 | 1.5 | .8  | 19.0 |
| 1995-96  | Golden State | 55  | 19  | 29.4 | .499 | .393  | .856 | 2.9 | 3.5 | 1.4 | .6  | 13.3 |
| 1996-97  | Golden State | 79  | 63  | 34.6 | .553 | .411  | .864 | 4.0 | 4.1 | 1.6 | .4  | 14.5 |
| 1997-98  | Indiana      | 82  | 82  | 26.5 | .481 | .440  | .939 | 3.0 | 2.3 | 1.2 | .5  | 11.3 |
| 1998-99  | Indiana      | 50  | 50  | 23.6 | .477 | .465  | .870 | 3.2 | 1.6 | .9  | .3  | 10.1 |
| 1999-00  | Indiana      | 47  | 2   | 12.4 | .428 | .409  | .902 | 1.6 | .8  | .6  | .2  | 5.1  |
| 2000-01  | Golden State | 20  | 8   | 18.7 | .340 | .365  | .857 | 2.1 | 1.0 | .8  | .5  | 5.8  |
| Total    | Total        | 986 | 822 | 32.6 | .509 | .384  | .865 | 4.1 | 3.5 | 1.6 | .6  | 18.2 |
| All-Star | All-Star     | 4   | 2   | 19.5 | .500 | 1.000 | .875 | 2.0 | 2.0 | 1.0 | .3  | 8.3  |

### Playoffs
| Año   | Equipo       | PJ | PT | MPP  | %TC  | %3P  | %TL  | RPP | APP | ROB | TPP | PPP  |
| ----- | ------------ | -- | -- | ---- | ---- | ---- | ---- | --- | --- | --- | --- | ---- |
| 1987  | Golden State | 10 | 10 | 26.2 | .500 | .750 | .750 | 1.5 | 2.3 | .9  | .2  | 11.3 |
| 1989  | Golden State | 8  | 8  | 42.6 | .540 | .125 | .866 | 5.9 | 4.5 | 1.8 | 1.4 | 29.4 |
| 1991  | Golden State | 8  | 8  | 45.8 | .527 | .692 | .860 | 7.3 | 2.9 | 1.9 | 1.5 | 23.8 |
| 1992  | Golden State | 4  | 4  | 42.0 | .429 | .333 | .929 | 3.0 | 3.0 | 1.3 | .5  | 17.8 |
| 1994  | Golden State | 3  | 3  | 45.0 | .588 | .500 | .909 | 4.7 | 3.7 | .0  | 1.7 | 25.3 |
| 1998  | Indiana      | 16 | 16 | 25.8 | .460 | .385 | .857 | 3.6 | 1.4 | .9  | .6  | 8.9  |
| 1999  | Indiana      | 13 | 13 | 21.8 | .410 | .400 | .870 | 1.5 | 1.2 | .8  | .2  | 9.5  |
| 2000  | Indiana      | 9  | 1  | 1.0  | .476 | .250 | .818 | 1.6 | .6  | .7  | .1  | 3.4  |
| Total | Total        | 71 | 63 | 29.0 | .495 | .409 | .859 | 3.3 | 2.1 | 1.0 | .6  | 13.8 |